# Metadata Object Description Schema
Metadata Object Description Schema (MODS) je metadatové schéma, které vytvořili odborníci z Kongresové knihovny a Marc Standard Office. Provozovatelé digitálních knihoven požadovali projekt, který by umožňoval bohatý popis jakéhokoliv dokumentu v XML, správu složitých digitálních objektů a sjednocení metadat z různých schémat (MARC atd.). Původním záměrem bylo vytvořit jej jako podmnožinu MARC, který by měl pouze jiné názvy prvků, poté bylo rozhodnuto, že vznikne nové samostatné schéma. Je kompromisem mezi jednoduchým formátem Dublin Core a specializovaným a těžko čitelným MARC, při vývoji byl kladen důraz na snížení ztrátovosti při převádění z a do jiných formátů. V červnu 2002 vyšla první verze MODS 1.2. Poslední verze vyšla v lednu 2008 a nese označení 3.3.

## Struktura
MODS sice nezahrnuje kompletní set prvků MARC, avšak jeho obsahem jsou i nové prvky. Při rozvoji projektu přibyly další atributy a prvky a zlepšila se převoditelnost dat z jiných a do jiných formátů tak, aby se snížila ztrátovost a data se blížila originálu. MODS sestává ze souboru bibliografických prvků, který byly speciálně navrženy pro knihovny (dříve pouze pro práci s papírovými dokumenty), použít jej lze však i v jiných institucích, neboť schématem MODS jde popisovat jakékoliv médium (monografie, CD-ROMy, mapy, webové stránky). MODS je založen na jazyce XML. Obsah prvků lze instruovat jakýmikoliv katalogizačními pravidly, doporučené je používat AACR2. Šablona XSLT automaticky generuje interpunkci ISBD podle jednotlivých tagů. K plné verzi MODS vznikla i jednodušší verze MODS Lite s 15 prvky, které má i nekvalifikovaný Dublin Core, čímž ho dokáže nahradit a díky stejným prvkům umožňuje lepší převádění záznamů mezi MODS a DC. Verze 3.3 čítá 20 základních prvků umožňující popsat dokument. Prvky se dále dělí na podprvky (dílčí prvky). K jednotlivým prvkům i podprvkům lze přiřadit atributy, které jsou ovšem nepovinné. Prvky i podprvky se dají opakovat. Podprvky musí dodržovat přesně dané pořadí, atributy žádné takové pevné pořadí nemají a nedají se opakovat. Kořenový prvek <mods> uzavírá celý obsah. Elementy MODS byly optimalizovány pro popis bibliografických metadat.

## Použití a využití
MODS se používá v knihovních katalozích, archivech, muzeích, digitálních knihovnách či k popisu webových stránek. Popisují se jím papírové knihy, digitální objekty, hudební partitury, obrazy, videa či 3D objekty. Lze vytvořit individuální schéma pouze s prvky, které jsou potřeba. Umožňuje tvorbu originálních popisků v XML. Používá se ve webovém archivu Minerva, hudebním archivu MusicAustralia či v programu Biblio. Většina projektů na bázi MODS se realizuje v USA, postupně se rozšiřuje i do Velké Británie, Japonska, Brazílie nebo Řecka. U nás se uvažuje o jeho zavedení především v projektech digitálních depozitních knihoven, například v rámci integrace Jednotné informační brány a dalších nadnárodních portálů.

## Vzájemná kompatibilita a konverze
MODS je zcela kompatibilní a konverzibilní s MARC a Dublin Core. Ke konverzi z MARC byl ostatně původně vyvinut. Díky snadné konverzi z MARC 21 a Dublin Core instituce nemusí při přechodu na MODS znovu katalogizovat celý fond, konverzi lze provádět pomocí šablon. Při konverzi záznamů z MARC 21, kde se interpunkce vkládá ručně, může docházet ke zdvojení. I MARC je použitelný k výměně záznamů mezi institucemi, které jej používají, proto se mu také říká výměnný formát. Díky tomu, že MARC 21 je adaptovaný v prostředí XML, umožňuje převoditelnost do MODS a Dublin Core. Dublin Core umožňuje sjednocovat formáty popisných metadat do obecnějšího formátu.

## Výhody/nevýhody
Na rozdíl od MARC 21 lze význam většiny prvků a atributů v MODS pochopit přímo ze záznamu, aniž bychom potřebovali manuál. Při konverzi dat z MARC 21 může v MODS docházet ke zdvojení interpunkce, pokud byla původně vkládána ručně. Z MODS lze konvertovat záznamy pomocí šablon. MODS má i jednodušší verzi MODS Lite. Podprvky v MODS umožňují dosáhnout větší detailnosti a přesnosti popisu.